# Rainer Rabenstein
Rainer Rabenstein (* 27. November 1927 in Parschnitz, Okres Trutnov, Tschechoslowakei; † 2. April 2018) war ein deutscher Pädagoge und Hochschullehrer für Grundschuldidaktik an der Friedrich-Alexander-Universität Erlangen-Nürnberg.
Rabenstein war Volksschullehrer und Schuljugendberater im Landkreis Neustadt(Aisch). Parallel studierte er an der Universität Erlangen-Nürnberg Psychologie, Pädagogik, Philosophie und Soziologie und wurde 1960 promoviert. Von 1960 bis 1971 unterrichtete er als Dozent an der Pädagogischen Hochschule Nürnberg Allgemeine Didaktik, Didaktik der Grundschule sowie Didaktik des Rechenunterrichts. 1972 erhielt er den Lehrstuhl für Grundschuldidaktik an der Erziehungswissenschaftlichen Fakultät der Universität Erlangen-Nürnberg, den er bis zu seiner Emeritierung 1993 innehatte.
Rabenstein war maßgeblich an der Entwicklung des Faches Grundschulpädagogik und Grundschuldidaktik beteiligt. 1974 holte er die erste und bis heute einzige grundschulspezifische Forschungseinrichtung in Bayern nach Nürnberg an die Erziehungswissenschaftliche Fakultät, das Institut für Grundschulforschung (IfG). Die bayerischen Grundschullehrpläne seit 1970 tragen die Handschrift Rabensteins.
Neben seinem strukturell-programmatischen Engagement lagen Verdienste vor allem in seiner Erarbeitung solider „Unterrichtshilfen“ für praktizierende Lehrer. Die methodischen Modelle der „Handlungseinheiten“ und „Darstellungseinheiten“ sowie der Band „Erstunterricht“ sind „Klassiker“ der Grundschuldidaktik.

## Schriften (Auswahl)
- Kinderzeichnung, Schulleistung und seelische Entwicklung : Eine vergleichende Untersuchung, Bouvier 1960 u. ö.
- Hrsg.: Erstunterricht, 2. A., Klinkhardt 1979 ISBN 978-3-7815-0381-6
- Mitautor: Leistungsunterschiede im Anfangsunterricht, IfG, Nürnberg 1989